# Sterculia acuminatissima
Sterculia acuminatissima är en malvaväxtart som beskrevs av Elmer Drew Merrill. Sterculia acuminatissima ingår i släktet Sterculia och familjen malvaväxter. Inga underarter finns listade i Catalogue of Life.